# Trận Pháo kích Quốc lộ 1
Trận pháo kích Quốc lộ 1 là một trận pháo kích tiến hành bởi Quân đội nhân dân Việt Nam (QĐNDVN) trong Chiến dịch Xuân - Hè 1972 thuộc Chiến tranh Việt Nam, trên đoạn Quốc lộ 1 giữa Quảng Trị và Huế từ ngày 29 tháng 4 đến ngày 2 tháng 5 năm 1972.

## Nền tảng
Vào ngày 30 tháng 3 năm 1972, QĐNDVN đã phát động Chiến dịch Xuân – Hè 1972. Tại tỉnh Quảng Trị, vào đầu tháng 4, các lực lượng Việt Nam Cộng hòa đã tạm ngăn chặn được cuộc tiến công của QĐNDVN tại Đông Hà. Đến ngày 28 tháng 4, QĐNDVN đã bao vây Quảng Trị và bắt đầu bắn pháo vào các căn cứ quanh thị xã. Lối thoát duy nhất là dọc theo Quốc lộ 1, và gần 20.000 binh lính cùng với dân thường đã chạy khỏi thành phố.

## Cuộc tấn công
Đoàn binh lính bắt đầu chạy khỏi Quảng Trị bằng cách đi bộ hoặc đi trên các phương tiện giao thông có sẵn, tạo thành một hàng xe dài gần 5 km. Cùng lúc đó, các đơn vị thiết giáp và bộ binh của QĐNDVN từ Sư đoàn 324 đang di chuyển về phía Nam Quảng Trị trên hai bên Quốc lộ 1, thi thoảng bắn đạn trên Quốc lộ.
Đoàn người lớn nhất tập hợp tại Quảng Trị để di tản vào sáng sớm ngày 29 tháng 4. Có tới 95 phần trăm phương tiện lại là xe thuộc quân đội; phần lớn là xe tải hai tấn rưỡi cộng với một số lượng đáng kể xe ben, xe chở dầu, xe tải nhỏ, xe jeep và 15 xe cứu thương. Việc hầu hết đoàn xe là loại xe dành cho quân sự (chứ không phải xe dân sự) đã khiến nó bị nhận dạng là mục tiêu quân sự, dù trong đó đang có những thường dân đi lẫn với binh lính.
Đoàn xe đã đi gần 10 km về phía Nam trên Quốc lộ 1, đến vùng ranh giới của huyện Hải Lăng. Tại thời điểm này, các xe bị tấn công bởi hỏa lực trực tiếp và gián tiếp của QĐNDVN. Các phương tiện dẫn đầu đã bị dừng ngay lập tức và hỗn loạn đã xảy ra sau đó. Sư đoàn 3 của Quân lực Việt Nam Cộng hòa (QLVNCH) đã không tổ chức được một lực lượng an ninh bên sườn cho đoàn xe, để cho QĐNDVN pháo kích, giáng một đòn nặng nề về thể xác và tâm lý đối với quân đội QLVNCH. :41-2
Vào ngày 1 tháng 5, Tư lệnh Sư đoàn 3 ra lệnh sơ tán khỏi Quảng Trị và tất cả các lực lượng còn lại của QLVNCH rời thành phố và chạy về phía nam dọc theo Quốc lộ 1, nơi đây trở thành mục tiêu bắn phá của QĐNDVN. Các xe tải, xe bọc thép, xe buýt và ô tô bốc cháy đã làm tắc nghẽn đường cao tốc và buộc mọi phương tiện lưu thông phải đi ra khỏi đường trong một cảnh tượng mà báo chí miền Nam mệnh danh là "Xa lộ Kinh dị". Một hạ sĩ QĐNDVN với một đơn vị súng cối báo cáo, "Kẻ địch đang di chuyển trên xe đạp, xe máy và xe buýt... Không ai có thể chạy thoát." Một bức tường quân lính tỏa ra như kiến vỡ tổ, xe san sát nhau, ba xe một hàng ngang vẫn còn ở trên đường. Vật dụng, thiết bị cá nhân và thi thể được chất đống trong xe và nằm rải rác dọc theo, đặc biệt là phía đông, nơi nhiều người đã cố gắng chạy trốn.
The Washington Post đưa tin vào ngày 2 tháng 5 rằng một sở chỉ huy trung đoàn của QĐNDVN ở phía nam Quảng Trị đã sử dụng những người tị nạn bị bắt làm lá chắn người để chống lại các cuộc tấn công của địch.
Lịch sử chính thức của QĐNDVN ghi rằng "Hỏa lực chính xác từ các trận địa pháo tầm xa của quân ta đã gieo rắc nỗi kinh hoàng cho quân địch... Quốc lộ 1 từ Quảng Trị đến bắc tỉnh Thừa Thiên trở thành "tử lộ" cho giặc." 

## Kết cục
Trong Trận Thành cổ Quảng Trị, các lực lượng Việt Nam Cộng hòa đã tiến quân từ Phòng tuyến Mỹ Chánh về phía tây bắc Huế và thành công trong việc tái chiếm phần lớn tỉnh Quảng Trị. Với các khu vực do Việt Nam Cộng hòa kiểm soát, các phóng viên trong nước và quốc tế đã có thể tiếp cận được khu vực này vào đầu tháng Bảy và xem sự tàn phá đã diễn ra hai tháng trước đó.
Có nhiều ước tính khác nhau về tổng số người thiệt mạng. Các nhà báo Việt Nam Cộng Hòa Dương Phục và Vũ Thanh Thủy ước tính khoảng 5.000 người đã thiệt mạng, trong khi các nhân viên của Hội Chữ Thập Đỏ đưa ra con số thiệt mạng là 2.000 người, bao gồm binh lính và thường dân di tản từ Quảng Trị. :41
Trong chiến tranh Vùng Vịnh 1991 cũng có 1 đoạn đường có tên tuơng tự, khi máy bay Mỹ không kích phá hủy hàng trăm xe của quân đội Iraq đang chạy trên đoạn đường này.